# Heckenkirschen-Glasflügler
Der Heckenkirschen-Glasflügler (Synanthedon soffneri), zuweilen auch Geißblatt-Glasflügler oder Soffners Geißblatt-Glasschwärmer genannt, ist ein Schmetterling aus der Familie der Glasflügler (Sesiidae). Die Art wurde nach dem auf entomologischem Gebiet tätigen Faunisten Josef Soffner benannt.

## Merkmale

### Falter
Die Falter haben durchsichtige Flügel, die nur an den Flügeladern, dem Diskalfleck und den Flügelrändern beschuppt sind. Sie erreichen eine Flügelspannweite von 17 bis 23 Millimetern. In der Mitte ist ein länglicher schwarzbrauner Diskalfleck zu erkennen, der vom Vorder- bis zum Hinterrand reicht. Der ebenfalls schwarzbraune Saum ist relativ breit. Die Hinterflügel haben eine schmale dunkle Saumbinde sowie einen kleinen schwarzbraunen Diskalfleck. Fühler, Thorax und Abdomen glänzen blauschwarz bis violettschwarz. Auf dem vierten Segment befindet sich ein dottergelb gefärbter Ring. Der Afterbusch ist fächerförmig ausgebildet und von schwarzer Farbe.

### Ähnliche Arten
Es besteht eine Ähnlichkeit zum Schneeball-Glasflügler (Synanthedon andrenaeformis). Dieser zeigt jedoch einen schmaleren, gelblich oder weißlich gefärbten Ring auf dem vierten Segment und einen weiteren auf dem zweiten Segment. Außerdem wird der Afterbusch am unteren Ende aus gelben Haaren gebildet.
Der Apfelbaum-Glasflügler (Synanthedon myopaeformis) unterscheidet sich durch den rötlich gefärbten Ring auf dem vierten Segment. Das gleiche Unterscheidungsmerkmal trifft auch für den Kleinen Birken-Glasflügler (Synanthedon culiciformis) zu.

## Geographische Verbreitung und Vorkommen
Der Heckenkirschen-Glasflügler kommt von Mitteleuropa über Russland bis zum Altaigebirge vor. Da die Art sehr unauffällig lebt und erst seit 1983 bekannt ist, sind die bisherigen Funddaten lückenhaft. Im Engadin wurde sie noch in  Höhen von über 2000 Metern nachgewiesen. Hauptlebensraum der Art sind Auenlandschaften, Mischwälder und schattige Gebiete mit üppiger Krautvegetation.

## Lebensweise
Die tagaktiven Falter fliegen in den Monaten Mai und Juni, zuweilen schon im April. Besonders aktiv sind sie im Sonnenschein. Sie besuchen dann gerne die Blüten verschiedener Pflanzen und fliegen auch Pheromonfallen an. Die madenförmigen Raupen leben meist dreijährig in dünnen Zweigen von Schwarzer Heckenkirsche (Lonicera nigra) oder Roter Heckenkirsche (Lonicera xylosteum). In Asien wurden sie auch an Tataren-Heckenkirsche (Lonicera tatarica) gefunden. Sie überwintern und verpuppen sich im vierten Jahr ohne weitere Nahrungsaufnahme.

## Gefährdung
Ebenso wie aus anderen Ländern liegen auch aus Deutschland bisher nur wenige Meldungen über das Auftreten des Schneeball-Glasflüglers aus einzelnen Bundesländern vor. Bei den Daten aus Bayern handelt es sich überwiegend um Nachweise an Pheromonfallen. In Baden-Württemberg wird die Art als nicht gefährdet eingestuft.